# Steve Angello
Steven Patrik Josefsson Fragogiannis (Atenas; 22 de noviembre de 1982), conocido por su nombre artístico Steve Angello, es un DJ, remezclador y productor discográfico griego-sueco. Forma parte de la agrupación de música electrónica Swedish House Mafia junto a Sebastian Ingrosso y Axwell. En 2003 fundó la compañía discográfica Size Records.
En 2006 ingresó por primera vez en la lista Top 100 DJs de la revista británica DJ Magazine, ocupando el puesto #66. En 2010 llegó a posicionarse en el puesto #14, siendo esta su mejor ubicación en la lista.

## Biografía
Steve Angello nació en Atenas (Grecia), de padre griego y madre sueca. Su abuelo materno era romaní. Se quedó huérfano de padre después que fuese asesinado por la mafia griega, teniendo que partir a Suecia con su madre y criándose en el Municipio de Solna junto con su hermano Antoine Josefsson (que actúa como AN21). A los seis años de edad conocería a su amigo Sebastian Ingrosso, con el que trabajó más adelante en Swedish House Mafia. 
A los doce años de edad, Angello comenzó como DJ de scratching, mezclando hip-hop, breakbeats y clásicos de los 70; pero más tarde comenzó a escuchar música electrónica y se cambió al estilo house junto a Sebastian Ingrosso.

## Carrera
La fama de Steve llegó cuando lanzó un remix de Eurythmics «Sweet Dreams» en 2004. Desde entonces se ha ganado un reconocimiento dentro de la música house.

Angello produce su música bajo numerosos alias. Él mismo se ha denominado Who's Who y publicó títulos como "Not So Dirty" y "Sexy F*ck". En sus comienzos, trabajó de cerca con su compañero y amigo de toda la vida, Sebastian Ingrosso. Además de tocar juntos, han producido numerosos proyectos bajo los pseudónimos Fireflies, General Moders, Mode Hookers, Outfunk o The Sinners. Bajo su proyecto paralelo llamado Buy Now lanzaron en 2005 la destacada pista "For Sale", y en 2008, han puesto a la venta "Bodycrash", sampleando a "Let's All Chant" de Michael Zager Band.

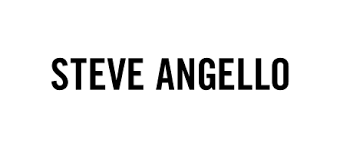
Logotipo de Steve Angello.

También ha trabajado junto con Eric Prydz bajo el nombre A&P Project. Incluso fue el creador de "Tell Me Why", junto con su compañero Axwell, en un proyecto llamado Supermongo, renombrado más tarde a Supermode.  En 2008, lanzó una nueva versión del clásico de Robin S. «Show Me Love» junto a un frecuente colaborador, el neerlandés Laidback Luke. Además lanzó una serie de producciones junto a su hermano menor Antoine Josefsson, más conocido como AN21, y remixaron junto a Max Vangeli, "The Island", uno de los últimos sencillos de la banda de drum and bass, Pendulum. Su primer disco como solista, llamado Wild Youth, Publicó la primera parte (6 de 13 tracks), el 20 de noviembre de 2015 en medios digitales. Su lanzamiento total y oficial fue el 22 de enero de 2016.
Su segundo álbum de estudio Human, se publicó el 27 de abril de 2018 a través de Size Records. Inicialmente tuvo su lanzamiento en tres adelantos que consistió en los EP "Genesis", "Inferno" y "Paradiso" durante 2017 y el sencillo "Nothing Scares Me Anymore" en 2018. Según Angello, Human es un álbum conceptual inspirado en un viaje a una iglesia de su ciudad natal en Estocolmo durante un período en el que consideró alejarse de la música, debido a su insatisfacción con la búsqueda constante de atención en el mundo de las redes sociales.

## Vida personal
Angello es amigo de la infancia de su compañero de Swedish House Mafia, Sebastian Ingrosso, conociéndose a los seis años.
En 2013, Angello se casó con la modelo y personalidad de televisión sueca Isabel Adrian. La pareja tiene dos hijas: Monday-Lily, nacida en 2010, y Winter-Rose, nacida en 2012. Actualmente reside a tiempo parcial en Los Ángeles.

## Misceláneas
Angello declaró en su propio reality, Size TV, que hace dos años había perdido la audición de un oído y por lo tanto no utilizaba audífonos para mezclar, y continuó diciendo que si el reproductor marca el tempo de los dos tracks puedes cuadrarlos tranquilamente sin utilizar audífonos, y que solo se trata de conocer los tracks que mezclarás. No es difícil mezclar sin audífonos, mencionó.

## Size Records

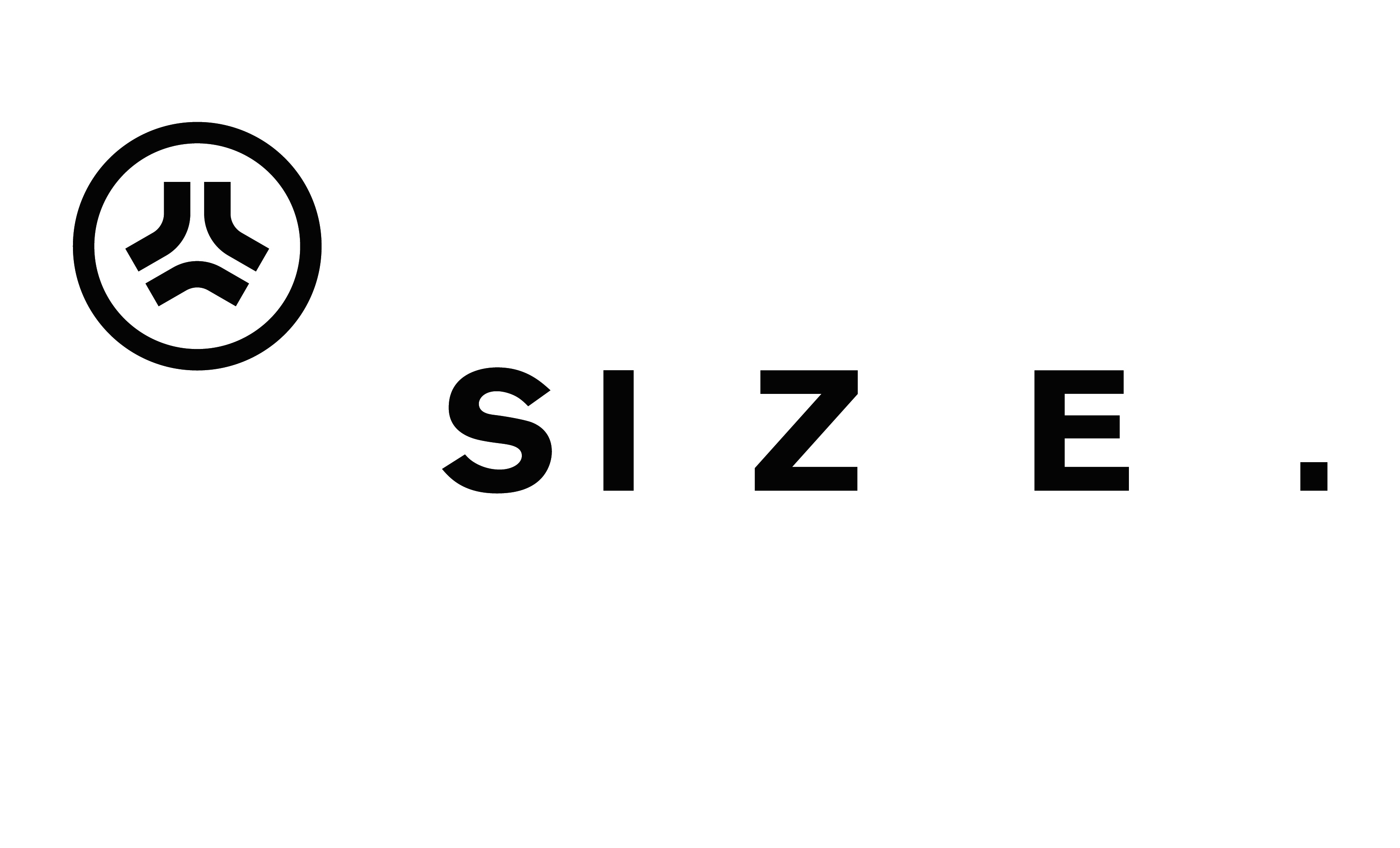
Logotipo de Size Records.

Además de publicar sus canciones con las discográficas Subliminal, Data Records, Cr2 y Refune, Steve Angello es poseedor y creador de la discográfica Size Records, situada en Estocolmo, Suecia. A la cual también pertenece su hermano y también Dj AN21 Además del amigo de este Max Vangeli. A través de ella ha lanzado singles como "Gypsy", "Isabel" o "Flonko". Size Records también representa a artistas como Funkagenda, Kim Fai, Thomas Gold, Veerus & Maxie Devine, Nari & Milani, Qulinez, Tim Mason, Third Party, entre otros. 
En abril de 2013 lanzó su nuevo sello “X” o “Size X” en conmemoración de sus diez años con el sello Size Records. Esta nueva incursión incluye una temática más orientada al género tech house. Trent Cantrelle con "Nice & Close” fue el lanzamiento que inauguró el sello.

## Ranking DJ Mag
| DJ            | 2006 | 2007 | 2008 | 2009 | 2010 | 2011 | 2012 | 2013 | 2014 | 2015 | 2016 | 2017 | 2018 | 2019 |
| ------------- | ---- | ---- | ---- | ---- | ---- | ---- | ---- | ---- | ---- | ---- | ---- | ---- | ---- | ---- |
| Steve Angello | 66°  | 46°  | 63°  | 20°  | 14°  | 23°  | 57°  | 38°  | 26°  | 31°  | 30°  | 82°  | 58°  | 58°  |

## Discografía

### Álbumes
En estudio
| Título     | Detalle del Álbum                                                                         |
| ---------- | ----------------------------------------------------------------------------------------- |
| Wild Youth | - Lanzamiento: 22 de enero de 2016 - Sello: SIZE Records - Formatos: CD, descarga digital |
| Human      | - Lanzamiento: 27 de abril de 2018 - Sello: SIZE Records - Formatos: CD, descarga digital |

Compilatorios
- 2003: Steve Angello presents Tracks
- 2005: Subliminal Sessions Eight (con Sebastian Ingrosso)
- 2005: Ibiza 4AM  (con Sebastian Ingrosso)
- 2007: Stadium Electro
- 2009: Sessions
- 2009: The Yearbook
- 2010: Size Matters Mixed (con AN21)
- 2010: Until One (como Swedish House Mafia)
- 2012: Until Now (como Swedish House Mafia)
- 2022: Paradise Again (como Swedish House Mafia)

### Sencillos
2025:
- Steve Angello feat. Modern Tales - Darkness In Me
- Sebastian Ingrosso & Steve Angello feat. Namasenda – No Enemies

2024:
- Steve Angello - ME
- Sebastian Ingrosso & Steve Angello – Skip

2023:
- Steve Angello & Wh0 - What You Need
- PARISI, Steve Angello & Sebastian Ingrosso – U Ok?

2018:
- Kryder feat. Steve Angello - Romani
- Steve Angello & Sam Martin - Nothing Scares Me Anymore (HUMAN)

2017:
- Steve Angello - Break Me Down (HUMAN)
- Steve Angello feat. Barns Courtney - Dopamine (HUMAN)
- Steve Angello feat. Pusha T - Freedom (HUMAN)
- Steve Angello - I Know (HUMAN)
- Steve Angello feat. T.D. Jakes - Rejoice (HUMAN)
- Steve Angello feat. Paul Meany - Breaking Kind (HUMAN)

2016:
- Steve Angello & Still Young - Follow Me
- Steve Angello feat. Gary Go - Prisoner (Wild Youth)
- Steve Angello - Tiger (Wild Youth)
- Steve Angello feat. Julia Spada Saturday & Monday - The Ocean (Wild Youth)

2015:
- Steve Angello feat. The Presets – Remember (Wild Youth)
- Steve Angello feat. Mako - Children of the Wild (Wild Youth)

2014:
- Steve Angello feat. Dougy - Wasted Love
- Dimitri Vangelis & Wyman x Steve Angello - Payback
- Steve Angello vs. Wayne & Woods - I/O
- Steve Angello vs. AN21 & Sebjak – GODS

2013:
- Steve Angello vs. Matisse & Sadko – SLVR

2012:
- Steve Angello & Third Party – Lights
- Steve Angello – Yeah
- AN21 & Max Vangeli vs. Steve Angello – H8RS

2011:
- Alex Metric + Steve Angello feat. Ian Brown - Open Your Eyes [UK #89][13]

2010:
- Steve Angello - Rave 'N' Roll
- Steve Angello - KNAS

2009:
- Steve Angello & AN21 - Valodja
- Steve Angello - Tivoli
- Steve Angello - Monday
- Steve Angello - Isabel
- Steve Angello & AN21 - Flonko
- Steve Angello - Alpha Baguera
- Steve Angello & Laidback Luke feat. Robin S. – Show Me Love [UK #11][13]
- Steve Angello - La Candela Viva
- Steve Angello - Rolling

2008:
- Steve Angello - Gypsy
- Steve Angello & Sebastian Ingrosso - Partouze
- Steve Angello & Sebastian Ingrosso vs. Laidback Luke - It
- Steve Angello & Sebastian Ingrosso - 555

2007:
- Steve Angello - Trix
- Steve Angello & Sebastian Ingrosso - Umbrella
- Axwell, Angello, Ingrosso & Laidback Luke - Get Dumb
- Steve Angello & Laidback Luke - Be

2006:
- Steve Angello - Teasing Mr. Charlie / Straight
- Steve Angello & Sebastian Ingrosso - Click
- Steve Angello & Laidback Luke - Otherwize Then

2005:
- Steve Angello & Sebastian Ingrosso - 82-83
- Fuzzy Hair vs. Steve Angello - In Beat
- Audio Bullys & Steve Angello - Get Get Down
- Steve Angello & Sebastian Ingrosso - Yeah
- Steve Angello - Euro / Acid

2004:
- Eric Prydz & Steve Angello - Woz Not Woz [UK #55][13]
- Steve Angello - The Look (I Feel Sexy) / Sansation
- Steve Angello & Dave Armstrong - Groove In You
- Steve Angello - Steve Angello EP
  - Tribal Inc.
  - Humanity 2 Men
  - Summer Noize
  - The Rain
- Steve Angello - Euro
- Steve Angello - Tool Box EP
  - Yourself
  - Ware It Out
  - Funked
- Steve Angello & Sebastian Ingrosso - Yo Yo Kidz
- Steve Angello - Only Man EP
  - Only Man
  - Pumpit

2003:
- Steve Angello - Voices
- Steve Angello - Twisted Sense EP
  - Player
  - Push Em' Up
- Steve Angello - Strange Fruit EP
  - Fresh Coffee
  - Oche
  - Close 2 Pleasure
- Steve Angello - Simplicity EP
  - Dirty Pleasure
  - Young as Funk
  - Rhythm Style

#### Como Who's Who?
- 2005: What's What EP
  - "Lipstick"
  - "Copycat"
  - "Not So Dirty"
- 2006: "Sexy F**k"
- 2008: "Sweden"
- 2008: "Klack"

#### Como Mescal Kid
- 2008: Magic
- 2009: Do You Want It?

#### Otros proyectos musicales
Outfunk (con Sebastian Ingrosso)
- 2003: "Lost in Music"
- 2002: "Echo Vibes"
- 2001: Freshly Squesed EP
  - "Bumper"
  - "All I Can Take"
  - "I Am the One"

A&P Project (con Eric Prydz)
- 2003: "Sunrize" (con Zemya Hamilton)

The Sinners (con Sebastian Ingrosso)
- 2003: Sin EP.1
  - "One Feeling"
  - "Keep On Pressing"
- 2003: Sin EP.2
  - "Under Pressure"
  - "Sad Girls"

Mode Hookers (con Sebastian Ingrosso)
- 2004: "Swing Me Daddy"
- 2005: "Instrumental" / "Breathe"

General Moders (con Sebastian Ingrosso)
- 2004: "Touch the Sky"

First Optional Deal (DJ Flex, Steve Angello, Sandy Whilem, Sebastian Ingrosso)
- 2005: "Stockholm 2 Paris"

Buy Now! (con Sebastian Ingrosso)
- 2005: "For Sale"
- 2008: "Body Crash"
- 2022: "Let You Do This" (con Salvatore Ganacci)
- 2022: Church EP (con PARISI)
  - "Church"
  - "Speak Up!"

Supermode (con Axwell)
- 2006: "Tell Me Why"

Fireflies (con Sebastian Ingrosso)
- 2006: "I Can't Get Enough" (con Alexandra Prince)

#### Formando parte deSwedish House Mafia
Álbumes
- 2022: Paradise Again

Sencillos
- 2007: Get Dumb (con Laidback Luke)
- 2009: Leave the World Behind (Axwell, Ingrosso, Angello & Laidback Luke con Deborah Cox)
- 2010: One (Your Name) (con Pharell)
- 2010: Miami 2 Ibiza (con Tinie Tempah)
- 2011: Save The World (con John Martin)
- 2011: Antidote (con Knife Party)
- 2012: Greyhound
- 2012: Don't You Worry Child (con John Martin)
- 2021: It Gets Better
- 2021: Lifetime (con Ty Dolla Sign y 070 Shake)
- 2021: Moth to a Flame (con The Weeknd)
- 2022: Redlight (con Sting)

### Como productor discográfico
| Año  | Canción                                                                  | Artista(s)              | Álbum                                    |
| ---- | ------------------------------------------------------------------------ | ----------------------- | ---------------------------------------- |
| 2007 | "Baby When the Light"                                                    | David Guetta            | Pop Life                                 |
| 2007 | "Everytime We Touch" (prod. con Sebastian Ingrosso)                      | David Guetta            | Pop Life                                 |
| 2009 | "Right Hand Hi" (prod. con Sebastian Ingrosso)                           | Kid Sister              | Ultraviolet                              |
| 2011 | "Troublemaker"                                                           | Taio Cruz               | TY.O                                     |
| 2011 | "Don't Hold Your Breath"                                                 | Nicole Scherzinger      | Killer Love                              |
| 2012 | "Holla Holla"                                                            | Rye Rye                 | Go! Pop! Bang!                           |
| 2012 | "Power & Control" (como compositor)                                      | Marina and the Diamonds | Electra Heart                            |
| 2012 | "This is Love" (prod. con Sebastian Ingrosso)                            | Will.i.am               | #willpower                               |
| 2012 | "Numb" (prod. con Alesso, Axwell, Ingrosso y Klas Åhlund)                | Usher                   | Looking 4 Myself                         |
| 2012 | "Euphoria" (prod. con Swedish House Mafia)                               | Usher                   | Looking 4 Myself                         |
| 2022 | "Sacrifice" (prod. con Swedish House Mafia)                              | The Weeknd              | Dawn FM                                  |
| 2022 | "How Do I Make You Love Me?" (prod. con Swedish House Mafia)             | The Weeknd              | Dawn FM                                  |
| 2023 | "Nothing Is Lost (You Give Me Strength)" (prod. con Swedish House Mafia) | The Weeknd              | Banda sonora de Avatar: The Way of Water |

### Remixes
- 2023: Corey James, Hiisak, Roland Clark – The Underground (House of God) (Steve Angello Edit)
- 2015: Susanne Sundfør - Kamikaze (Steve Angello & AN21 Remix)
- 2015: Jean-Michel Jarre, M83 - Glory (Steve Angello Remix)
- 2013: Chase & Status – Count On Me (Steve Angello Remix)
- 2013: Depeche Mode – Soothe My Soul (Steve Angello vs. Jacques Lu Cont Remix)
- 2011: Nero – Me and You (Steve Angello Remix)
- 2011: Nari & Milani – Kendo (Steve Angello Edit)
- 2011: Tim Mason – The Moment (Steve Angello Edit)
- 2010: Pendulum – The Island (Steve Angello, AN21 & Max Vangeli Remix)
- 2010: Magnetic Man feat. Katy B – Perfect Stranger (Steve Angello Remix)
- 2010: Kris Menace – Lockhead (Steve Angello Edit)
- 2010: Harry Romero, Junior Sánchez & Alexander Technique feat. Shawnee Taylor – Where You Are (Steve Angello Edit)
- 2010: Congorock – Babylon (Steve Angello Edit)
- 2009: Cheryl Cole feat. Will.i.am – 3 Words (Steve Angello Remix)
- 2008: Flash Brothers – Palmito (Steve Angello Remix)
- 2009: Christian Smith & John Selway – Move! (Steve Angello Remix)
- 2009: Kim Fai – P.O.V.
- 2008: Diddy vs Felix da Housecat – Jack U (Angello & Ingrosso Remix)
- 2008: Sharam – Get Wild (Steve Angello Remix)
- 2008: Tocadisco – Da Fuckin' Noize (Steve Angello Remix)
- 2007: Hard-Fi – Suburban Knights (Steve Angello & Sebastian Ingrosso Remix)
- 2007: Fergie – London Bridge (Steve Angello Remix)
- 2007: Kleerup with Robyn – With Every Heartbeat (Steve Angello Dub)
- 2007: Innersphere Aka Shinedoe – Phunk (Steve Angello Re-Edit)
- 2006: Laidback Luke Feat. Stephen Granville – Hypnotize (Steve Angello Remix)
- 2006: Mixin' Marc feat. Roxanne – Sexual Thing (Steve Angelo's Remix)
- 2006: Ultra DJ's – Me & U (Steve Angello & Sebastian Ingrosso Edit)
- 2006: Justin Timberlake – My Love (Steve Angello & Sebastian Ingrosso Remix)
- 2006: Sugiurumn – X-Taxi (Steve Angello Cyberjapan Remix)
- 2005: In-N-Out – EQ-Lizer (Angello & Ingrosso Remix)
- 2005: MBG & SDS – New Jack (Steve Angello Mix)
- 2005: Full Blown – Some Kinda Freak (Who's Who? Re-edit)
- 2005: Steve Lawler – That Sound (Steve Angello & Sebastian Ingrosso Remix)
- 2005: Röyksopp – 49 Percent (Angello & Ingrosso Remix)
- 2005: Naughty Queen – Famous & Rich (Angello & Ingrosso Remix)
- 2005: Moby – Raining Again (Steve Angello's Vocal Mix)
- 2005: Eurythmics – Sweet Dreams (Steve Angello Remix)
- 2005: Armand Van Helden feat. Tekitha Presents Sahara – Everytime I Feel It (Steve Angello's Oversized Dub)
- 2005: Roman Flügel – Geht's Noch? (Steve Angello vs. Who's Who Mix)
- 2005: Deep Dish – Say Hello (Angello & Ingrosso Remix)
- 2005: Robbie Rivera feat. Laura Vane – One Eye Shut (Steve Angello & Sebastian Ingrosso Remix)
- 2005: Sebastian Ingrosso – Body Beat (Steve Angello Remix)
- 2004: Gadjo feat. Alexandra Prince – So Many Times (Steve Angello's Moody Remix)
- 2004: DJ Rooster & Sammy Peralta – Shake It (Steve Angello's ReMode Mix)
- 2004: Alex Neri – Housetrack (Steve Angello Remix)
- 2004: Benjamin Bates – Whole (The Steve Angello Mixes)
- 2004: Eric Prydz – Call On Me (Mode Hookers Remix by Steve Angello & Sebastian Ingrosso)
- 2004: Lee Cabrera presents Phase 2 – Voodoo Love (Steve Angello Remix)
- 2004: Ikon feat. Alison Limerick – Do You Dream? (Steve Angello Remix)
- 2004: Room 5 – U Got Me (Steve Angello Remix)
- 2004: Mohito feat. Howard Jones – Slip Away (Steve Angello & The Young Punx Mix)
- 2004: Touché – She's At The Club / The Body Clap (Steve Angello Remix)
- 2004: Laidback Luke feat. Pimsmit.com – More Than Special (Steve Angello's Warped Remix)
- 2004: DJ Luccio feat. Sandy Wilhelm – No Fear (Steve Angello Remix)
- 2004: DJ Flex And Sandy W – Love For You (Angello & Ingrosso Remix)
- 2004: Magnolia – It's All Vain (Steve Angello Remix)
- 2004: Deepgroove – Electrik / Diva (In My House) (Steve Angello Remix)
- 2003: Arcade Mode – Your Love (BBQ Remix by Angello & Ingrosso)
- 2003: StoneBridge – Put 'Em High (Steve Angello & Sebastian Ingrosso Remix)
- 2003: Aerosol Feat. Anne Murillo  – Let The Music Play (Steve Angello Remix)
- 2003: Hardy Heller vs. Inkfish – Exorsistic (Steve Angello Remix)
- 2002: Baxter – Got To Wake Up (Steve Angello Remix)
- 2000: Andreas Bender – Home (Steve Angello Remix)

### Sencillos sin lanzamiento oficial (IDs)
- 2011 Steve Angello & A-Trak – Higher
- 2012 Sebastian Ingrosso, Steve Angello & Alesso – "Eclipse (Why Am I Doing This)"
- 2013 Steve Angello vs Dimitri Vegas & Like Mike – "Sentido"
- 2014 Steve Angello - "I Feel At Home"
- 2015 Steve Angello & Eric Prydz - "Bedtime Stories"
- 2016 Steve Angello & Still Young feat. Tom Cane - "Follow Me" (Vocal Mix)
- 2017 Steve Angello ft. Brandon Flowers - "Feels Like Heaven"
- 2018 Steve Angello & Still Young - ''All About Love''